# Priolepis fallacincta
Priolepis fallacincta es una especie de peces de la familia de los Gobiidae en el orden de los Perciformes.

## Distribución geográfica
Se encuentra desde Sulawesi (Indonesia) hasta Fiyi, las Filipinas, Australia (Queensland) y Tonga.

## Observaciones
Es inofensivo para los humanos.